# Élection présidentielle ouest-allemande de 1989
L’élection présidentielle ouest-allemande de 1989 (en allemand : Wahl des deutschen Bundespräsidenten 1989), neuvième élection présidentielle de la République fédérale d'Allemagne, se tient le 23 mai 1989, afin d'élire le président fédéral pour un mandat de cinq ans au suffrage indirect.
Le président sortant Richard von Weizsäcker, en fonction depuis cinq ans, est rééligible et se représente. Il est réélu au premier tour sans concurrent.

## Contexte
En mai 1988, l'Union chrétienne-démocrate d'Allemagne (CDU), l'Union chrétienne-sociale en Bavière (CSU), le Parti social-démocrate d'Allemagne (SPD) et le Parti libéral-démocrate (FDP) se disent prêts à soutenir la réélection du président fédéral Richard von Weizsäcker pour un second mandat de cinq ans ; ce dernier se déclare alors candidat à sa propre succession. C'est la première fois depuis Heinrich Lübke en 1964 que le chef de l'État sortant cherche à se faire réélire.

## Mode de scrutin
Le président fédéral (en allemand : Bundespräsident) est le chef de l'État de la République fédérale d'Allemagne.
Il est élu pour un mandat de cinq ans renouvelable une fois consécutivement par l'Assemblée fédérale (Bundesversammlung). Elle se compose de l'ensemble des députés du Bundestag et d'un nombre égal de délégués des Länder élus par leurs assemblées parlementaires.
L'élection est acquise si un candidat remporte un nombre de voix équivalent à la majorité absolue des membres de l'Assemblée. Si aucun postulant n'a obtenu un tel résultat après deux tours de scrutin, un troisième tour est organisé où la majorité simple des voix est suffisante pour l'emporter.

### Composition de l'Assemblée fédérale
L'Assemblée fédérale se réunit à la salle Beethoven de Bonn, sous la présidence de Rita Süssmuth, présidente du Bundestag.
|                             |        |     |     |     |     |     |    |       |
| Land                        | Grünen | SPD | FDP | CDU | CSU | REP | NI | Total |
| Land                        |        |     |     |     |     |     |    | Total |
| Bade-Wurtemberg             | 6      | 26  | 4   | 41  | 41  | 0   | 0  | 77    |
| Bavière                     | 7      | 28  | 0   | 59  | 59  | 0   | 0  | 94    |
| Berlin                      | 2      | 6   | 0   | 7   | 7   | 1   | 0  | 16    |
| Brême                       | 0      | 3   | 1   | 1   | 1   | 0   | 0  | 5     |
| Hambourg                    | 0      | 6   | 1   | 6   | 6   | 0   | 0  | 13    |
| Hesse                       | 4      | 19  | 3   | 20  | 20  | 0   | 0  | 46    |
| Basse-Saxe                  | 4      | 27  | 3   | 29  | 29  | 0   | 0  | 63    |
| Rhénanie-du-Nord-Westphalie | 0      | 78  | 8   | 55  | 55  | 0   | 0  | 141   |
| Rhénanie-Palatinat          | 1      | 13  | 2   | 16  | 16  | 0   | 0  | 32    |
| Sarre                       | 0      | 5   | 1   | 3   | 3   | 0   | 0  | 9     |
| Schleswig-Holstein          | 0      | 15  | 0   | 8   | 8   | 0   | 0  | 23    |
| Délégués                    | 24     | 226 | 23  | 186 | 59  | 1   | 0  | 519   |
| Bundestag                   | 43     | 193 | 48  | 185 | 49  | 0   | 1  | 519   |
| Total                       | 67     | 419 | 71  | 371 | 108 | 1   | 1  | 1038  |

## Candidats
| Candidat | Candidat | Candidat               | Candidat | Parti                                        | Fonction          |
| -------- | -------- | ---------------------- | -------- | -------------------------------------------- | ----------------- |
|          |          | Richard von Weizsäcker | 69 ans   | Union chrétienne-démocrate d'Allemagne (CDU) | Président fédéral |

## Résultats
| Candidat                 | Candidat                      | Parti                         | Premier tour | Premier tour |
| Candidat                 | Candidat                      | Parti                         | Voix         | %            |
| ------------------------ | ----------------------------- | ----------------------------- | ------------ | ------------ |
|                          | Richard von Weizsäcker        | CDU                           | 881          | 89,08        |
|                          | Contre Richard von Weizsäcker | Contre Richard von Weizsäcker | 108          | 10,92        |
|                          |                               |                               |              |              |
| Majorité requise         | Majorité requise              | Majorité requise              | 520 voix     | 520 voix     |
|                          |                               |                               |              |              |
| Suffrages exprimés       | Suffrages exprimés            | Suffrages exprimés            | 989          | 99,70        |
| Votes blancs et nuls     | Votes blancs et nuls          | Votes blancs et nuls          | 3            | 0,30         |
| Total                    | Total                         | Total                         | 992          | 100          |
| Abstentions              | Abstentions                   | Abstentions                   | 30           | 2,89         |
| Absents                  | Absents                       | Absents                       | 16           | 1,54         |
| Inscrits / Participation | Inscrits / Participation      | Inscrits / Participation      | 1 038        | 95,57        |